# Hajócsavar

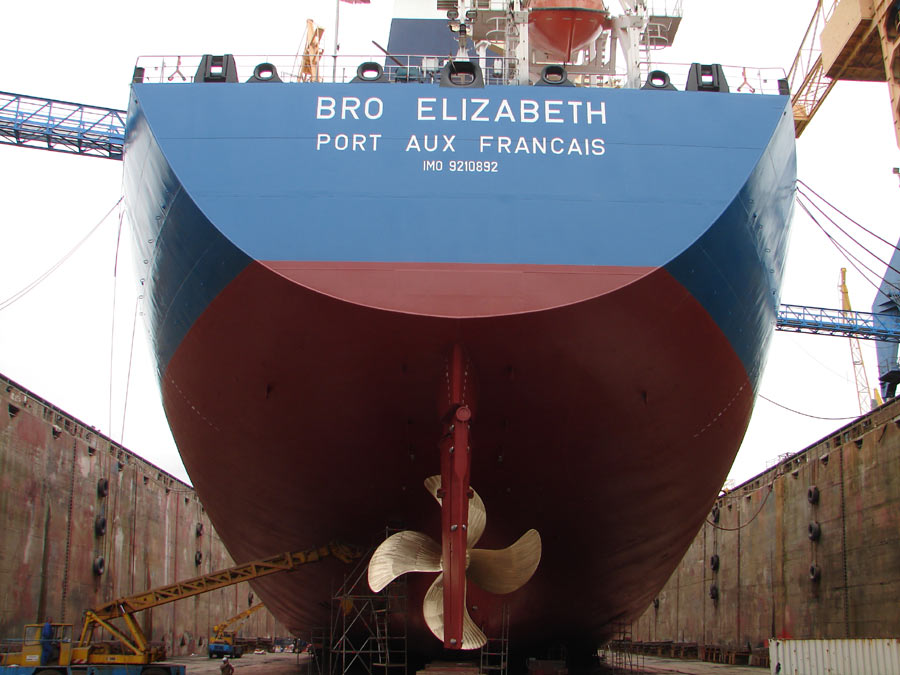
A Bro Elizabeth nevű hajó szárazdokkban

A hajócsavar a hajót, motorcsónakot hajtó propellerek egyik típusa. Hajtóerő kifejtésére szolgáló, körmozgást végző szerkezet. Motorral hajtott kerékagy körül szabályosan elhelyezett felületek (szárnyak vagy lapátok) alkotják. A hajó a hajócsavar által keltett tolóerő hatására mozog előre (vagy hátra). A hajócsavar szárnyai merevek, kisebb teljesítmény esetén lehetnek állíthatóak.
A hajócsavar a motor üzemanyagában rejlő energiát alakítja át tolóerővé. Hatásfoka viszonylag szerény, nagyságrendileg 20 százalék körüli. A hajócsavar helyes méretezésével, azaz megfelelő hajócsavar felszerelésével azonban törekedhetünk arra, hogy ez a hatásfok a lehető legnagyobb legyen. A hajócsavar fő műszaki jellemzői az átmérő, a menetemelkedés és a forgásirány. A forgásirány a hajócsavar forgásának irányát jelenti, előrementben járó motornál, a hajó orra felé nézve. Ismeretesek jobb és bal forgású hajócsavarok; a jelenleg forgalomban lévő hajócsavarok nagyobb része jobb forgású. A képen látható hajó (Bro Elizabeth) hajócsavarja jobbforgású: ezt ránézéssel is könnyen megállapíthatjuk, mert a hajócsavar jobb oldala az ívelt, a hajócsavar előremenetben jobbra fog forogni.
Az átmérő a hajócsavar köré rajzolható kör átmérőjét jelenti. A meredekség pedig az az elméleti csavarút, amelyet a hajócsavar megtesz a vízben egy körbefordulás alatt.
A hajómotor és a hajócsavar fordulatszáma között fontos összefüggés van. Minél kisebb a hajócsavar fordulatszáma, annál nagyobb lesz a keletkező forgatónyomaték. Ha az áttételi arány 2:1, ez azt jelenti, hogy pl. egy 5000/perc fordulatszámú hajómotor 2500/perc fordulatot ad a hajócsavarnak. Versenyhajóknál ez az arány 1:1, azaz itt a fordulatszám jelentős, a nyomaték pedig kevesebb lesz.
A hajócsavar anyaga általában rozsdamentes fém, pl. bronz vagy alumínium. Kisebb hajók esetében lehet karbonszálas műanyag.
A hajócsavart első ízben Josef Ludvík František Ressel cseh erdész szabadalmaztatta, 1827-ben.

## Hajócsavarfajták
- Nyitott merev hajócsavar: a legtöbb esetben használt mechanikus meghajtás. A propeller lapátjának szárnyprofilja van, csavarként halad a vízben, nyomáskülönbséget hoz létre, Newton 3., illetve Bernoulli törvénye szerint. Az állandó sebességgel és terheléssel haladó hajók esetén optimális az alkalmazása, de a terhelés növelésével/csökkentésével, vagy a sebesség változásával üzeme kiesik az optimális mezőből. Csatornákon járó hajók robusztus hajócsavarjai is ilyenek lehetnek.
- Csőházas propeller (Kort-gyűrű): hengeres burkolatban lévő, kisebb veszteségű propeller, irányítható vízsugarat is létrehozhat, egyben védi a propellert (pl. a jet ski kifuthat a homokra is).
- Változtatható menetemelkedésű hajócsavar: a terhelés vagy sebesség szerint változtatható a lapát állásszöge, ekkor jobb hatásfokot biztosít. Változó terhelésű hajók pl. a tolóhajók, kotrók (szennyezésgyűjtő hajók), üdülőhajók, rév, konténer hajók, halászhajók.

Voith-Schneider propeller működése

- Voith-Schneider propeller: változtatható a menetemelkedés és a hajtásirány is, állandó fordulatszám mellett. Gyorsan változtatható és finoman beállítható a tolóerő és a hajtásirány. Két ilyen Voith-Schneider propellerrel a hajó minden irányban mozgatható.
- Felszíni hajócsavar: félig a vízben, félig a levegőben működik, tengelye a vízszinten van. Egyik előnye, hogy a tengely ellenállása elmarad, önmagában ez 10-20% veszteségcsökkenést eredményez nagyobb sebességnél. A ferde far mögött helyezik el (pl. 45 fokos felületen), a far után, de a kormány előtt, ezért kevésbé sérülékeny. Egyik kiviteli módja gyors hajókon az ún. chopper hajócsavar.

## Külső képek
- Archiválva 2007. szeptember 30-i dátummal a Wayback Machine-ben